# 南澳郷
南澳郷（ナンアオ/なんおう-きょう）は台湾宜蘭県の郷。

## 地理
南澳郷は宜蘭県最南端に位置し、県内最大の面積を有す郷鎮である。山地が多く地勢は険しい。住民は原住民であるタイヤル族が多数を占めている。

## 行政区
| 地区 | 村                                     |
| ---- | -------------------------------------- |
| 東澳 | 東岳村                                 |
| 南澳 | 南澳村、碧侯村、金岳村、武塔村、金洋村 |
| 澳花 | 澳花村                                 |

## 歴代郷長
| 代 | 氏名 | 任期 |
| -- | ---- | ---- |

## 教育

### 高級中学
- 宜蘭県立南澳高級中学

### 国民中学
- 宜蘭県立南澳高級中学附設国民中学

### 国民小学
| - 宜蘭県立南澳国民小学 - 宜蘭県立碧候国民小学 - 宜蘭県立武塔国民小学 | - 宜蘭県立澳花国民小学 - 宜蘭県立東澳国民小学 | - 宜蘭県立金岳国民小学 - 宜蘭県立金洋国民小学 |

## 交通
| 種別     | 路線名称       | その他           |
| -------- | -------------- | ---------------- |
| 鉄道     | 北廻線         | 武塔駅 漢本駅    |
| 省道     | 台9甲線        | 蘇花公路         |
| 軽便鉄道 | 太平山森林鉄路 | 太平山駅、茂興駅 |

## 観光

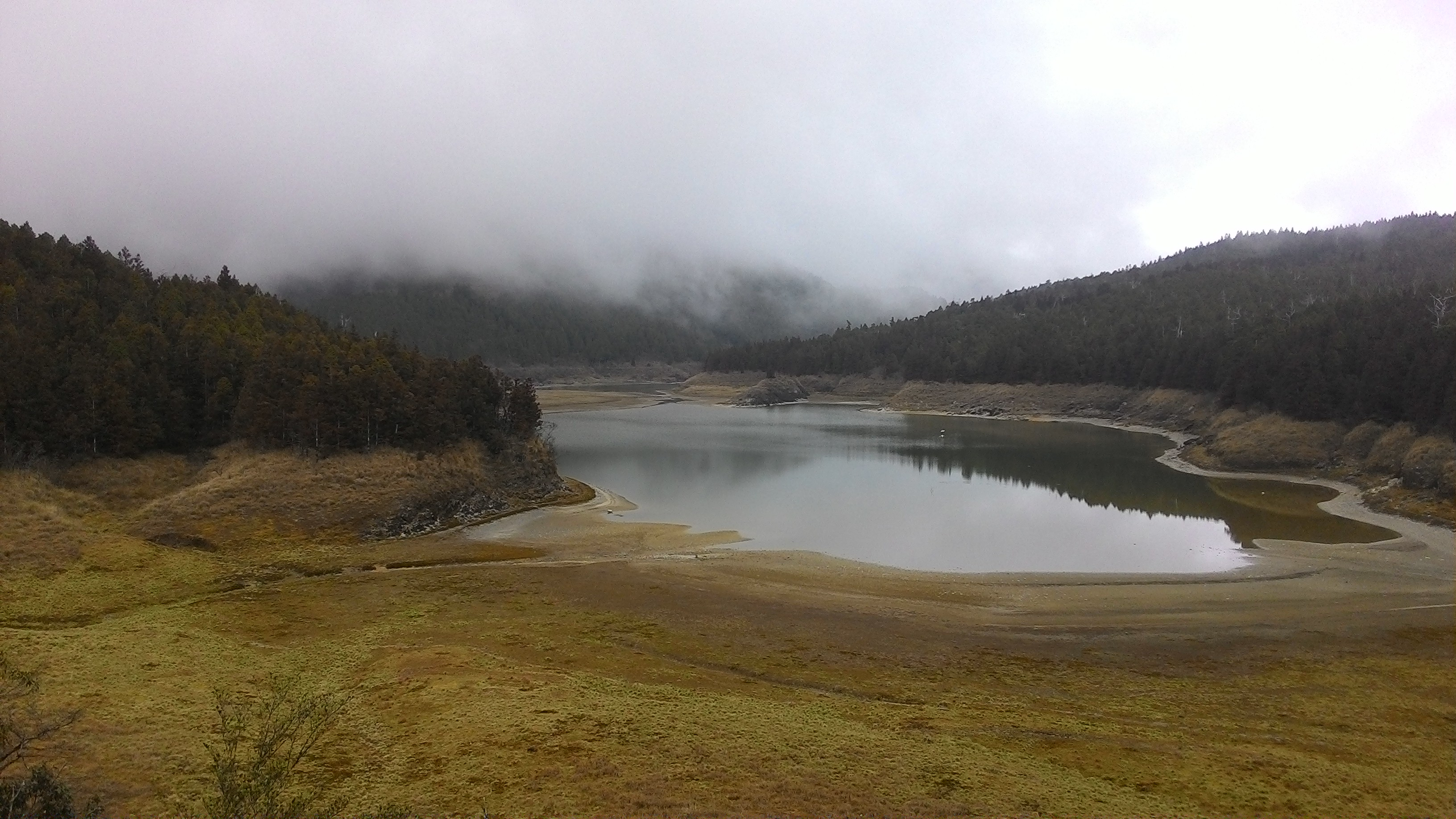
翠峰湖

- 澳花瀑布（中国語版）
- 南澳原生植物園
- 翠峰湖（中国語版）
- 神秘湖
- サヨンの鐘